# Commission supérieure des sites, perspectives et paysages
La Commission supérieure des sites, perspectives et paysages a été instituée par la loi du 2 mai 1930 réorganisant la protection des monuments naturels et des sites de caractère artistique, historique, scientifique, légendaire et pittoresque. La CSSPP a vu sa composition plusieurs fois modifiée. Sa structure actuelle est issue de la loi du 8 janvier 1993 relative à la protection des paysages.
La commission est actuellement régie par le décret du n° 98-865 du 23 septembre 1998, codifié en 2000 dans le code de l'environnement, ce en application de la loi n° 93-24 du 8 janvier 1993 sur la protection et la mise en valeur des sites. 
Elle est composée de :
- représentants des ministères :
  - 2 représentants de l’Environnement ;
  - 1 représentant de l’Architecture ;
  - 1 représentant de l’Urbanisme ;
  - 1 représentant des Collectivités locales ;
  - 1 représentant de l’Agriculture ;
  - 1 représentant du Tourisme ;
  - 1 représentant des Transports ;
- 8 parlementaires (4 députés, 4 sénateurs) ;
- 14 personnalités qualifiées en matière de protection des sites et de la nature.

La Commission supérieure conseille le ministre chargé des sites pour l’élaboration d’une politique de protection des sites, lequel prend la décision.
Avec le Réseau des Grands Sites de France, la Commission donne son avis lors de l'attribution du label Grand Site de France.